# Chesterton (Indiana)
Chesterton es un pueblo ubicado en el condado de Porter en el estado estadounidense de Indiana. En el Censo de 2010 tenía una población de 13068 habitantes y una densidad poblacional de 534,21 personas por km².

## Geografía
Chesterton se encuentra ubicado en las coordenadas 41°35′59″N 87°3′18″O / 41.59972, -87.05500. Según la Oficina del Censo de los Estados Unidos, Chesterton tiene una superficie total de 24.46 km², de la cual 24.17 km² corresponden a tierra firme y (1.2%) 0.29 km² es agua.

## Demografía
Según el censo de 2010, había 13068 personas residiendo en Chesterton. La densidad de población era de 534,21 hab./km². De los 13068 habitantes, Chesterton estaba compuesto por el 92.73% blancos, el 1.37% eran afroamericanos, el 0.25% eran amerindios, el 2.14% eran asiáticos, el 0.02% eran isleños del Pacífico, el 1.75% eran de otras razas y el 1.74% pertenecían a dos o más razas. Del total de la población el 6.88% eran hispanos o latinos de cualquier raza.